# Erwin Data Modeler
erwin Data Modeler (旧名称：CA ERwin Data Modeler) は、情報システム開発のデータモデリング (データ要件分析、データベース設計など) を行うためのCAが開発・販売しているCASEツールである。
開発対象となる情報システムには、トランザクション処理システムで処理されるデータベースおよびデータマートが含まれる。
erwin のデータモデリングエンジンは、IDEF1Xの方法と記法 (実体関連図、ER図の一種) に基づいている。
IDEF1Xに加えて現在では、インフォメーションエンジニアリングの記法もサポートしている。
日本では、富士通エンジニアリングテクノロジーズが販売・サポートを行っている。
日本CAによると現在、全世界で1万社以上、10万人以上の利用者に使われており、日本国内では10000ライセンス以上の導入実績があるデータベース設計とデータベース管理を支援する AllFusion ERwin Data Modeler - コンピュータ・アソシエイツ株式会社。
世界各地にERwinユーザ会があり、日本にも日本erwinユーザー会（JEMUG）が存在する。

## 歴史
ERwin は、もともとはロジック・ワークスという企業が開発した。
1998年 　 ：ロジック・ワークスは、プラティナム・テクノロジーに買収された。
1999年5月：プラティナム・テクノロジーは、コンピュータ・アソシエイツ (現在の社名はCA) に買収された。コンピュータ・アソシエイツは、ERwinを自社のAllFusionブランドの製品群に AllFusion ERwin Data Modeler という製品名称で加えた。
ERwinの製品名称は後に CA ERwin Data Modeler に変更された。
なお、コンピュータ・アソシエイツによって買収されたロジック・ワークス製品としては、IDEF0に基づいたプロセスモデリングツールであるBPwin、およびデータモデルとプロセスモデルの双方をチームで開発するためのツールである erwin Mart Server（旧名称：Model Mart）がある。
2016年3月：CA Technologies の erwin 事業は、Parallax Capital Partners ,LLC （本社：アメリカ カリフォルニア州）に買収され、新会社として Erwin, Inc. が設立した。製品名称は erwin Data Modeler に変更された。
2021年5月：erwin 事業は、Quest Software社（本社：アメリカ）に買収された。

## 機能
論理データモデリング
データベース設計者は、erwin を使って論理データモデルのみを実体関連図 (ER図) で作成することができる。作成された論理データモデルから物理データモデルを生成 (導出) することもできる。論理データモデルと物理データモデルを組み合わせることもできる。実体型と属性の論理名・説明文・論理定義域・データ型、および関連名を扱うことができる。
物理データモデリング
データベース設計者は、erwin を使って物理データモデルのみを実体関連図 (ER図) で作成することができる。表 (テーブル) と列 (カラム) の名称・説明文、およびユーザ定義データ型、主キー、外部キー、代理キー、CHECK制約の定義と命名を、扱うことができる。索引 (インデクス)、ビュー、ストアドプロシージャ、トリガも、扱うことができる。
論理データモデルから物理データモデルへの変換の支援
データベース設計者は、省略名称と正式名称の辞書である "Naming Standards Editor" (名前付け基準エディタ) 、論理データモデルから関係データベース管理システム (RDBMS) のデータ型への対応づけをする機能である "Datatype Standards Editor" (データ型基準エディタ) などのツールを使うことができる。
フォワードエンジニアリング
データベース設計者が物理データモデルを十分な水準に達していると認識しているのであれば、erwin は、自動的に SQL データ定義言語 (DDL) を生成し、RDBMS環境に対して直接にそれらのDDLを実行する、あるいはスクリプトファイルとして保存することができる。
リバースエンジニアリング
データベースの分析を担当する人が、既に存在するデータベースのデータ構造を調査し理解する必要がある場合、erwin は、物理的なデータベースオブジェクトの実装内容を解析し、erwin モデルファイルに保存することができる。
モデル同士の比較
データベースの分析者や設計者が2つのモデルファイル (現在のデータベースから erwin でリバースエンジニアリングして生成されたファイルである場合を含む) の間にどんな相違があるかを理解する必要がある場合、その目的のためにERwinの「完全比較」の機能を使うことができる。
元に戻す、やり直し
「元に戻す」「やり直し」の機能がバージョン7から使えるようになった。

## 過去バージョン
- erwin 12.1 SP1 (2022/10/25 リリース）
- erwin 12.1 (2022/06/07 リリース）
- erwin 12.0 (2022/03/09 リリース）
- erwin 2021 R1 (2021/04/01 リリース）
- erwin 2020 R2 SP2 (2021/03/03 リリース）
- erwin 2020 R2 SP1 (2020/11/16 リリース）
- erwin 2020 R2 (2020/06/01 リリース）
- ERwin 2019 (2019/07/12 リリース）
- ERwin 2018 (2018/0?/?? リリース）
- ERwin r9.8　(201?/0?/?? リリース）
- ERwin r9.7　(201?/0?/?? リリース）
- ERwin r9.5　(2013/11/04 リリース）
- ERwin r9.0　(2013/05/17 リリース）インターナショナル版のみ。64bit OS へ対応。リリース発表情報はこちら
- ERwin r8.0　(2011/03/24 リリース）インターナショナル版（GUIは英語、モデル内のデータは日本語対応）のみ。
- ERwin r7.2　(2010/03/11 リリース）ERwin r7.2.12.2517 日本語版。メディア配布なしのバグフィックス版。ダウンロードはこちら。r7.2.10のライセンスキーで動く。
- ERwin r7.2　(2008/12/?? リリース）ERwin r7.2.10.2501 日本語版。
- ERwin r7.0　(2006/06/?? リリース）日本語版。
- ERwin 4.1.4 (2004/07/?? リリース）SP1 Build 3907。日本語版。
- ERwin 4.1.4 (2004/03/?? リリース）Build 3643。日本語版。
- ERwin 4.1.2 (200?/??/?? リリース）Build 2937。日本語版。
- ERwin 4.1　 (2003/02/?? リリース）Build 2614。日本語版。
- ERwin 4.0　 (2002/05/30 リリース）日本語版。
- ERwin 3.5.2 (1999/11/?? リリース）SP2 Build 443。日本語版。
- ERwin 3.5.2 (1998/11/?? リリース）
- ERwin 3.5　 (1998/08/?? リリース）Build 418。ERwin OpenとERwin ERXを販売。ERwin Openは3.5.xまでで終了。
- ERwin 2.6　 (1997/06/?? リリース）日本語版。このバージョンから、すべて32bit。 ERwin Open（ERwin for XXが統合されたもの）とERwin ERXを販売。
- ERwin 2.5　 (199?/??/?? リリース）リリース時期不明。ERwin ERX、ERwin for PowerBuilder、ERwin for SQL Windows、ERwin for Visual Basic（32 bit、これ以外はすべて16bit）を販売。
- ERwin 2.1J　(1995/夏/?? リリース）初めて完全日本語化されたバージョン。ERwin ERX、ERwin for PowerBuilderを販売
- ERwin 1.2J　(1994/04/?? リリース）1994年4月リリース。画面は英語のまま。日本語版の簡易マニュアルが付いていた。フロッピー2枚で販売していた。当時の評価版は、クイックスタートという名称でフロッピー1枚で提供していた。作成できるエンティティは10個までだった。

※erwin には、上位互換はあるが下位互換は基本的にサポートされていない。よって、erwin をバージョンアップする際や、erwin のバージョンが違うマシン間でデータモデルのファイル移動を行う際には、バックアップを取るなどの対策が必要である。
（古い下位のバージョンで作成・更新されたモデルのデータは、上位の新しいバージョンで開く事は出来るが、
上位の新しいバージョンで作成・更新されたモデルのデータは、古い下位のバージョンで開く事は出来ない。）

## 競合製品
ERwinには、いくつかの競合製品が存在する。
競合製品の一部を示す。
- Embarcadero ER/Studio
- IBM Data Architect
- ModelRight
- Oracle Designer
- Sybase PowerDesigner
- SILVERRUN

## 書籍
- DeAngelis, Carla (2000). Data Modeling with ERwin. Sams. ISBN 0672318687